# Gmina Cankova
Gmina Cankova (słoweń.: Občina Cankova) – gmina w Słowenii. W 2002 roku liczyła 2100 mieszkańców.

## Miejscowości
Miejscowości wchodzące w skład gminy Cankova:
- Cankova (niem.: Kaltenbrunn, węg.: Vashidegkút) – siedziba gminy,
- Domajinci (niem.: Todtmannsdorf, węg.: Dombalja),
- Gerlinci (węg.: Görhegy, prekmurski: Görlinci, Gürlinci lub Grlinci),
- Gornji Črnci (niem.: Konradsdorf, węg.: Királyszék, prekmurski: Gorenji Črnci),
- Korovci (węg.: Károlyfa, prekmurski: Korouvci, czasami Koroušci),
- Krašči (niem.: Königsdorf, węg.: Lendvakirályfa),
- Skakovci (węg.: Szécsényfa, prekmurski: Skokovci),
- Topolovci (niem.: Topolschitz, węg.: Jegenyés, prekmurski: Topolouvci).